# Lafystius sturionis
Lafystius sturionis is een vlokreeftensoort uit de familie van de Lafystiidae. De wetenschappelijke naam van de soort is voor het eerst geldig gepubliceerd in 1842 door Krøyer.